# Lijst van voetbalinterlands Duitse Democratische Republiek - Polen
Deze lijst van voetbalinterlands is een overzicht van alle officiële voetbalwedstrijden tussen de nationale teams van de Duitse Democratische Republiek en Polen. De landen speelden in totaal zeventien keer tegen elkaar. De eerste ontmoeting, een vriendschappelijke wedstrijd, werd gespeeld in Warschau op 21 september 1952. Het laatste duel, eveneens een vriendschappelijke wedstrijd, vond plaats op 21 september 1988 in Cottbus.

## Wedstrijden
| №  | Plaats   | Datum             | Competitie           | Wedstrijd                              | Uitslag |
| -- | -------- | ----------------- | -------------------- | -------------------------------------- | ------- |
| 1  | Warschau | 21 september 1952 | Vriendschappelijk    | Polen – Duitse Democratische Republiek | 3 – 0   |
| 2  | Rostock  | 26 september 1954 | Vriendschappelijk    | Duitse Democratische Republiek – Polen | 0 – 1   |
| 3  | Chorzów  | 22 juli 1956      | Vriendschappelijk    | Polen – Duitse Democratische Republiek | 0 – 2   |
| 4  | Rostock  | 28 juni 1958      | Vriendschappelijk    | Duitse Democratische Republiek – Polen | 1 – 1   |
| 5  | Wrocław  | 22 oktober 1961   | Vriendschappelijk    | Polen – Duitse Democratische Republiek | 3 – 1   |
| 6  | Erfurt   | 11 september 1966 | Vriendschappelijk    | Duitse Democratische Republiek – Polen | 2 – 0   |
| 7  | Szczecin | 20 oktober 1968   | Vriendschappelijk    | Polen – Duitse Democratische Republiek | 1 – 1   |
| 8  | Krakau   | 16 mei 1970       | Vriendschappelijk    | Polen – Duitse Democratische Republiek | 1 – 1   |
| 9  | Rostock  | 6 september 1970  | Vriendschappelijk    | Duitse Democratische Republiek – Polen | 5 – 0   |
| 10 | Warschau | 4 september 1974  | Vriendschappelijk    | Polen – Duitse Democratische Republiek | 1 – 3   |
| 11 | Halle    | 28 mei 1975       | Vriendschappelijk    | Duitse Democratische Republiek – Polen | 1 – 2   |
| 12 | Leipzig  | 18 april 1979     | EK 1980 kwalificatie | Duitse Democratische Republiek – Polen | 2 – 1   |
| 13 | Chorzów  | 26 september 1979 | EK 1980 kwalificatie | Polen – Duitse Democratische Republiek | 1 – 1   |
| 14 | Chorzów  | 2 mei 1981        | WK 1982 kwalificatie | Polen – Duitse Democratische Republiek | 1 – 0   |
| 15 | Leipzig  | 10 oktober 1981   | WK 1982 kwalificatie | Duitse Democratische Republiek – Polen | 2 – 3   |
| 16 | Lubin    | 19 augustus 1987  | Vriendschappelijk    | Polen – Duitse Democratische Republiek | 2 – 0   |
| 17 | Cottbus  | 21 september 1988 | Vriendschappelijk    | Duitse Democratische Republiek – Polen | 1 – 2   |

## Samenvatting
| Competitie        | Totaal gespeeld | Winst DDR | Gelijk | Winst Polen | Doelsaldo DDR – Polen |
| ----------------- | --------------- | --------- | ------ | ----------- | --------------------- |
| WK-kwalificatie   | 2               | 0         | 0      | 2           | 2 − 4                 |
| EK-kwalificatie   | 2               | 1         | 1      | 0           | 3 − 2                 |
| Vriendschappelijk | 13              | 4         | 3      | 6           | 18 − 17               |
| Totaal            | 17              | 5         | 4      | 8           | 23 − 23               |

Wedstrijden bepaald door strafschoppen worden, in lijn met de FIFA, als een gelijkspel gerekend.

## Details

### Eerste ontmoeting
| Vriendschappelijk (Warschau, Polen, 21 september 1952): |              | |
| Polen | 3 – 0        | Duitse Democratische Republiek |
| Kazimierz Trampisz 70' Teodor Anioła 80' Teodor Anioła 84' | goals        | |
| Tadeusz Foryś | bondscoach   | Willi Oelgardt |
| Edward Szymkowiak Władysław Gędłek Henryk Bartyla Hubert Banisz Marceli Strzykalski 58' Józef Mamoń Zdzisław Mordarski Kazimierz Trampisz Henryk Alszer Gerard Cieślik Jan Wiśniewski 36' | opstellingen | Wolfgang Klank Karl-Heinz Wohlfahrt Werner Eilitz Horst Scherbaum Herbert Schoen Georg Rosbigalle Günter Thorhauer Günter Schröter Heinz Fröhlich 80' Johannes Matzen Günther Imhof |
| Teodor Anioła 36' Czesław Suszczyk 58' | wissels      | 80' Siegfried Meier |
| - Debuut van Marceli Strzykalski (OWKS Kraków) voor Polen. - Allereerste wedstrijd uit de geschiedenis voor Oost-Duitsland.                                                               |              | |

### Tweede ontmoeting
| Vriendschappelijk (Rostock, Duitse Democratische Republiek, 26 september 1954): |       |                    |
| Duitse Democratische Republiek                                                  | 0 – 1 | Polen              |
|                                                                                 | goals | 21' Gerard Cieślik |

### Derde ontmoeting
| Vriendschappelijk (Chorzów, Polen, 22 juli 1956): |       |                                  |
| Polen                                             | 0 – 2 | Duitse Democratische Republiek   |
|                                                   | goals | 62' Willy Tröger 66' Horst Assmy |

### Vierde ontmoeting
| Vriendschappelijk (Rostock, Duitse Democratische Republiek, 28 juni 1958): |                | |
| Duitse Democratische Republiek | 1 – 1          | Polen |
| Wilfried Klingbiel 32' | goals          | 88' Henryk Kempny |
| Fritz Gödicke | bondscoach(es) | Henryk Reyman Stanisław Szymaniak Feliks Dyrda |
| Karl-Heinz Spickenagel Kurt Zapf Bringfried Müller Gerhard Franke Werner Unger Siegfried Wolf Helmut Müller Manfred Kaiser Willy Tröger 38' Günter Schröter Wilfried Klingbiel 72' | opstellingen   | Edward Szymkowiak Henryk Szczepański Roman Korynt 39' Jerzy Woźniak Witold Majewski Edmund Zientara 67' Jan Gawroński Marian Nowara Henryk Kempny Gerard Cieślik 71' Roman Lentner |
| Hans-Joachim Speth 38' Günther Wirth 72' | wissels        | 39' Stefan Florenski 67' Marian Norkowski 71' Engelbert Jarek |
| - Debuut van Gerhard Franke (SC Turbine Erfurt) en Wilfried Klingbiel (BSG Lokomotive) voor Oost-Duitsland.                                                                        |                | |

### Achtste ontmoeting
| Vriendschappelijk (Krakau, Polen, 16 mei 1970): |              | |
| Polen | 1 – 1        | Duitse Democratische Republiek |
| Kazimierz Deyna 19' | goals        | 22' Eberhard Vogel |
| Ryszard Koncewicz | bondscoach   | Georg Buschner |
| Witold Szyguła Władysław Stachurski Roman Strzałkowski Stanisław Oślizło Zygmunt Anczok Zygfryd Szołtysik Kazimierz Deyna 46' Bernard Blaut Marian Kozerski Włodzimierz Lubański Andrzej Jarosik 46' | opstellingen | Jürgen Croy Peter Rock Otto Fräßdorf Michael Strempel Lothar Kurbjuweit Bernd Bransch Helmut Stein Harald Irmscher Hans-Jürgen Kreische Peter Ducke Eberhard Vogel |
| Bronisław Bula 46' Jan Banaś 46' | wissels      | |
| - Debuut van Michael Strempel en Lothar Kurbjuweit voor Oost-Duitsland. |              | |

### Negende ontmoeting
| Vriendschappelijk (Rostock, Oost-Duitsland, 6 september 1970): |              | |
| Duitse Democratische Republiek | 5 – 0        | Polen |
| Michael Strempel 36' Helmut Stein 48' Hans-Jürgen Kreische 55' Eberhard Vogel 67' (pen.) Hans-Jürgen Kreische 84'                                                           | goals        | |
| Georg Buschner | bondscoach   | Ryszard Koncewicz |
| Jürgen Croy Otto Fräßdorf Peter Rock Lothar Kurbjuweit Jürgen Werner Helmut Stein Michael Strempel Rainer Schlutter Peter Ducke 56' Hans-Jürgen Kreische Eberhard Vogel 76' | opstellingen | Hubert Kostka Antoni Szymanowski Jerzy Wyrobek Walter Winkler Zygmunt Anczok Kazimierz Deyna 58' Bernard Blaut 52' Bronisław Bula Joachim Marx Włodzimierz Lubański Władysław Szaryński |
| Henning Frenzel 56' Jürgen Sparwasser 76' | wissels      | 52' Zygfryd Szołtysik 58' Andrzej Jarosik |
| - Debuut van Jürgen Werner voor Oost-Duitsland. |              | |

### Veertiende ontmoeting
| WK 1982 kwalificatie (Chorzów, Polen, 2 mei 1981): |              | |
| Polen | 1 – 0        | Duitse Democratische Republiek |
| Andrzej Buncol 55' | goals        | |
| Antoni Piechniczek | bondscoach   | Georg Buschner |
| Jan Tomaszewski Paweł Janas Władysław Żmuda Marek Dziuba Jan Jałocha Janusz Kupcewicz Andrzej Buncol Grzegorz Lato Andrzej Iwan 80' Andrzej Szarmach Włodzimierz Smolarek | opstellingen | Hans-Ulrich Grapenthin Hans-Jürgen Dörner Dieter Strozniak Udo Schmuck Lothar Kurbjuweit Reinhard Häfner Rüdiger Schnuphase Wolfgang Steinbach Hans-Jürgen Riediger 70' Joachim Streich 63' Martin Hoffmann |
| Piotr Skrobowski 80' | wissels      | 63' Andreas Bielau 70' Matthias Liebers |
| Paweł Janas ??' Władysław Żmuda ??' | gele kaarten | ??' Dieter Strozniak |
| - Debuut van Jan Jałocha (Wisła Kraków) voor Polen. |              | |